# Leptostylus aspiciens
Leptostylus aspiciens es una especie de escarabajo longicornio del género Leptostylus, categorizada en la tribu Acanthocinini, de la subfamilia Lamiinae. Fue descrita por Bates en 1885.

## Descripción
Mide 6,8-6,9 mm de longitud.

## Distribución
Se distribuye por Honduras y México.